# Жозе Оскар Бернарді
Жозе Оскар Бернарді (порт. José Oscar Bernardi, нар. 20 червня 1954, Монте-Сіо, Бразилія) — колишній бразильський футболіст, що грав на позиції захисника. Виступав за національну збірну Бразилії. По завершенні ігрової кар'єри — тренер.

## Клубна кар'єра
У дорослому футболі дебютував 1973 року виступами за команду клубу «Понте-Прета», в якій провів шість сезонів, взявши участь у 34 матчах чемпіонату.
Протягом 1979—1980 років захищав кольори команди клубу «Нью-Йорк Космос».
Виступи у США не задалися і 1980 року повернувся на батьківщину, ставши гравцем «Сан-Паулу». Відіграв за команду із Сан-Паулу наступні сім сезонів ігрової кар'єри.
Завершив професійну ігрову кар'єру у клубі «Ніссан Моторс», за команду якого виступав протягом 1987—1990 років.

## Виступи за збірну
1978 року дебютував в офіційних матчах у складі національної збірної Бразилії. Протягом кар'єри у національній команді, яка тривала 9 років, провів у формі головної команди країни 59 матчів, забивши 2 голи.
У складі збірної був учасником чемпіонату світу 1978 року в Аргентині, на якому команда здобула бронзові нагороди, розіграшу Кубка Америки 1979 року у різних країнах, на якому команда здобула бронзові нагороди, чемпіонату світу 1982 року в Іспанії, де разом з командою здобув «срібло», чемпіонату світу 1986 року в Мексиці.

## Кар'єра тренера
Розпочав тренерську кар'єру, ще продовжуючи грати на полі, 1989 року, очоливши тренерський штаб клубу «Ніссан Моторс».
1992 року став головним тренером команди «Гуарані» (Кампінас), тренував команду з Кампінаса лише один рік.
Згодом протягом 1997—1997 років очолював тренерський штаб клубу «Крузейру».
Протягом тренерської кар'єри також очолював команди клубів «Інтернасьйонал Лімейра», «Аль-Хіляль» та «Кіото Санга».
Наразі останнім місцем тренерської роботи був клуб «Аль-Шабаб», головним тренером команди якого Жозе Оскар Бернарді був протягом 1998 року.

## Титули і досягнення
- Бронзовий призер чемпіонату світу: 1978